# Гаврил Анастасов
Гаврил Анастасов Анастасов е български офицер, генерал-майор, командир на дивизион в 5-и конен полк през Балканската (1912 – 1913) и Междусъюзническата война (1913), командир на 5-и конен полк и 4-та конна бригада през Първата световна война (1915 – 1918).

## Биография
Гаврил Анастасов е роден на 6 юли 1871 г. в Котел. На 2 август 1892 завършва Военното на Негово Княжеско Височество училище, произведен е в чин подпоручик и зачислен в конницата. На 2 август 1895 г. е произведен в чин поручик, а на 18 май 1902 в чин ротмистър. От 1904 г. служи във 2-ри конен полк. Ротмистър Гаврил Анастасов служи в Кавалерийската школа като инструктор, а на 30 декември 1908 е произведен в чин майор и от същата година е инструктор по ездата в Кавалерийската школа.
Майор Анастасов взема участие в Балканската (1912 – 1913) и Междусъюзническата война (1913) като командир на дивизион в 5-и конен полк, като междувременно на 14 юли 1913 е произведен в чин подполковник. В началото на 1915 г. отново е командир на дивизион от 5-и конен полк.
По време на Първата световна война (1915 – 1918) подполковник Анастасов продължава службата си като командир на дивизион, а от 15 ноември 1915 поема командването на самия полк. На 5 октомври 1916 г. е произведен в чин полковник, а на 5 април 1918 поема командването на 4-та конна бригада, на която длъжност е до януари 1920, когато е уволнен от служба.
„За бойни отличия и заслуги във войната“ съгласно заповед № 679 от 1917 г. по Действащата армия е награден с Народен орден „За военна заслуга“ IV степен на военна лента, а през 1918 е награден с Военен орден „За храброст“ IV степен 2 клас, която награда е потвърдена със заповед № 355 от 1921 г. по Министерството на войната.
На 12 декември 1935 г. е произведен в чин генерал-майор.

## Военни звания
- Подпоручик (2 август 1892)
- Поручик (2 август 1895)
- Ротмистър (18 май 1902)
- Майор (30 декември 1908)
- Подполковник (14 юли 1913)
- Полковник (5 октомври 1916)
- Генерал-майор (31 декември 1935)

## Образование
- Военно на Негово Княжеско Височество училище (до 1892)
- Кавалерийската школа в Пинероло, Италия (1904 – 1906).

## Награди
- Военен орден „За храброст“ IV степен 2 клас
- Народен орден „За военна заслуга“ IV степен на военна лента (1917)
- Военен орден „За храброст“ IV степен 1 клас (1918, 1921)